# RFK Racing
RFK Racing (anteriormente Roush Fenway Racing y Roush Racing) es un equipo de automovilismo estadounidense que compite en la NASCAR en varias de sus categorías. Tiene su sede en la localidad de Concord, Carolina del Norte.
Fue creado por Jack Roush a mediados de los años 1960 y empezó a competir en la NASCAR en 1988. Desde el comienzo de sus operaciones en la NASCAR, Roush ha competido con hasta cinco vehículos a tiempo completo y además ha sido proveedor de motores, ingeniería y otros servicios de competición a otros equipos que compiten igualmente con vehículos de la marca Ford. Desde 2004 los motores son servidos por Roush-Yates Engines, compañía surgida de la colaboración entre Roush Fenway Racing y Yates Racing.
En 2007, Fenway Sports Group, dueños del equipo de béisbol norteamericano Boston Red Sox, compraron el 50% de las acciones de Roush Racing para formar Roush Fenway Racing. La dirección de las operaciones de competición siguen en manos de Jack Roush. 
En 2022 cambiará su nombre al actual, siglas de Roush Fenway Keselowski Racing, debido a la llegada de Brad Keselowski al equipo como compañero de Chris Buescher.
Desde su fundación, Roush Racing ha competido siempre con vehículos de la marca Ford. Actualmente compite en la Copa NASCAR con el Ford Mustang y en la Xfinity Series con el Ford Mustang hasta 2018. Desde 1995 hasta 2009 también compitió en la NASCAR Camping World Truck Series con el Ford F-150.
El equipo ha ganado la Copa NASCAR en dos ocasiones, en 2003 con el piloto Matt Kenseth y en 2004 con Kurt Busch. Además ha obtenido más de 130 victorias en la Copa NASCAR, de la mano de pilotos como Carl Edwards, Jeff Burton, Mark Martin y Kurt Busch. Roush también han ganado la Nationwide Series en 4 ocasiones (2002, 2007, 2011, 2012) y la Camping World Truck Series en el 2000 con Greg Biffle.

## Copa NASCAR

### 1988-1995
Roush debutó en 1988 contando a Mark Martin en el Ford número 6, donde logró 3 top 5 para finalizar 15º en el campeonato. Más tarde, Martin consiguió el tercer puesto del campeonato en 1989 con una victoria y 14 top 5, y el subcampeonato en 1990 con dos triunfos y 16 top 5.
En 1991, Martin obtuvo una victoria y 14 top 5 para finalizar sexto en el campeonato. El año siguiente, Martin obtuvo dos victorias y 10 top 5 para terminar sexto en el campeonato. Wally Dallenbach Jr., que manejó el Ford número 16, resultó 24º sin victorias. Martin cosechó 5 victorias y 12 top 5 en 1993 para culminar tercero. Mientras que Dallenbach finalizó 22º sin triunfos y con un top 10.
El arkansés logró su segundo subcampeonato en 1994, quedando por detrás de Dale Earnhardt, al lograr dos victorias y 15 top 5. Por otro lado, Ted Musgrave, sustituto de Dallenbach, terminó 13º con 8 top 10. En 1995, Martin acumuló 4 triunfos y 13 top 5, resultando cuarto en la tabla de pilotos. En tanto, Musgrave logró 7 top 5, de forma que quedó séptimo.

### 1996-2002
Martin, a pesar de no ganar en 1996, obtuvo 14 top 5, para terminar quinto en el campeonato. En tanto, Jeff Burton, piloto de Ford número 99, logró 6 top 5 para terminar 13º, y Musgrave obtuvo 2 top 5, para culminar 16º. En 1997, Martin y Burton consiguió 4 y 3 victorias, cada uno, de forma que terminaron tercero y cuarto en la tabla general, respectivamente. En tanto, Musgrave logró 5 top 5 para terminar duodécimo, y Chad Little, disputó 12 carreras en un cuarto auto.
Martin obtuvo 7 triunfos y 22 top 5, resultando subcampeón por tercera vez en 1998, por detrás de Jeff Gordon. Burton logró 2 victorias y 18 top 5 para culminar quinto en el campeonato. Chad Little, piloto del Ford número 97, y Johnny Benson, portando el número 26, lograron 1 y 3 top 5, respectivamente, para acabar 15º y 20º en el campeonato. En tanto, Musgrave y Kevin Lepage, compartieron el Ford número 16.
En 1999, Martin terminó tercero con 2 victorias y 19 top 5, y Burton, quinto con 6 triunfos y 18 top 5. En tanto, Little, Lepage y Benson, resultaron 23º, 25º y 28º. Por último, Matt Kenseth debutó en la categoría en 5 carreras en un sexto auto. En 2000, Burton logró cuatro victorias y 15 top 5 para finalizar tercero en el campeonato. Martin terminó octavo con una victoria y 13 top 5, y Kenseth, piloto del número 17, resultó 14º con un triunfo y 4 top 5. En tanto, Lepage y Little, terminó 28º y 32.º en el campeonato.
En la temporada 2001, Burton obtuvo 2 victorias y 8 top 5, que terminó décimo en la tabla de pilotos. También, Martin y Kenseth, logró 3 y 4 top 5, cada uno, resultando 12º y 13º. Kurt Busch, sustituyó a Little, y logró 3 top 5, resultando 27º en el campeonato. Tres pilotos de Roush se metieron en las primeras 8 posiciones de la Copa NASCAR 2002: Martin, Busch y Kenseth logrando un, cuatro y cinco triunfos cada uno, finalizando segundo, tercero y octavo en el campeonato. En tanto, Burton logró 5 top 5 para finalizar 12º, y Greg Biffle clasificó a una carrera de cuatro, en un quinto Ford, el número 16.

### 2003-2006
A pesar de obtener una victoria en 2003, Kenseth acumuló 11 top 5 y 25 top 10, para consagrarse campeón de la Copa NASCAR. Busch logró 4 victorias y 9 top 5, y Burton obtuvo 3 top 5, resultando 11º y 12º respectivamente. Por otro lado, Martin logró 5 top 5 para finalizar 17º, y Biffle logró 1 triunfo y 3 top 5, concluyendo 20º.
Kurt Busch ganó tres veces y obtuvo 10 top 5 para obtener el título en 2004, imponiéndose ante su rival Jimmie Johnson en el nuevo formato de postemporada, Caza por la Copa. Martin y Kenseth también se clasificaron a la Caza, con una y dos victorias, respectivamente, resultando cuarto y octavo en el campeonato. Además. Biffle logró dos victorias y 8 top 10, para culminar 17º, y Jeff Burton dejó el equipo a mediados de temporada, siendo reemplazado por Carl Edwards, que logró un tercer puesto y 5 top 10. 
En 2005, los cinco pilotos del equipo accedieron a la Caza. Biffle acumuló 6 victorias y 15 top 5, que le alcanzó para resultar subcampeón, por detrás de Tony Stewart. Tercero resultó Carl Edwards, con 4 victorias y 13 top 5, mientras que Martin obtuvo una victoria y 12 top 5. También, Kenseth logró 1 victorias y 12 top 5, y Busch logró 3 victorias y 9 top 5, resultando séptimo y décimo.
Kenseth estuvo cerca de lograr su segundo título en 2006, al vencer en cuatro oportunidades y llegar 15 veces en los primeros cinco lugares, sin embargo no pudo vencer a Johnson, y resultó subcampeón. Martin fue el otro piloto del equipo que se clasificó a la Caza, finalizando noveno, con 7 top 5. Edwards logró 10 top 5 para terminar 12º en el campeonato, un puesto por delante de Biffle, que logró dos victorias y ocho top 5. Por otro lado, Jamie McMurray, piloto de Ford número 26, sumó 3 top 5 para terminar 25º en el campeonato, y Todd Kluever y David Ragan condujeron 4 y 2 carreras cada uno, en el Ford número 06, lo que significó el sexto auto de Roush.

### 2007-2012
En 2007, Kenseth logró el cuarto puesto del campeonato con dos victorias y 13 top 5, y Edwards obtuvo tres victorias y 11 top 5, aunque resultó noveno. Biffle a pesar de ganar una vez y obtener 5 top 5, tampoco se clasificó a la Caza, y terminó 14º en el campeonato. Por otro lado, McMurray y David Ragan, reemplazo de veterano piloto Mark Martin, terminaron 17º y 23º en el campeonato respectivamente, logrando una victoria y 3 top 5, y dos top 5, cada uno.
Edwards hizo una campaña fantástica en 2008 con 9 triunfos y 19 top 5, pero no le alcanzó para ganarle a Johnson en la pelea por el título, y se consagró subcampeón. Biffle obtuvo dos triunfos y 12 top 5 para acabar tercero, mientras Kenseth finalizó undécimo al conseguir 9 top 5. En tanto, Ragan y McMurray acumularon seis y cuatro arribos entre los primeros cinco, cada uno, y resultaron 13º y 16º.
En 2009, Biffle obtuvo un total de 10 top 5, para finalizar séptimo, y Edwards consiguió siete top 5, para culminar 11º. Kenseth empezó ganando las dos primeras carreras de la temporada (incluyendo las 500 Millas de Daytona), pero finalizó 14º con 7 top 5. También, McMurray logró una victoria, para concluir 22º, y Ragan no logró victorias para terminar 27º.
Edwards, Kenseth y Biffle clasificaron a la Caza en 2010. Edwards y Biffle tuvieron 2 victorias y 9 top 5 cada uno, pero el primero una mejor postemporada, finalizando cuarto, mientras Biffle terminó sexto. Kenseth logró 6 top 5, concluyendo quinto en el campeonato. Por su parte, Ragan no logró ni top 5, para terminar 24º en el campeonato. 
En 2011, Edwards, a pesar de una victoria y 19 top 5, otra vez se tuvo que conformarse con el subcampeonato, esta vez por detrás de Tony Stewart. Kenseth finalizó cuarto, tras ganar tres carreras, y obtener 12 top 5. En tanto, Biffle resultó 16º, con tres top 5 y Ragan, 23º, con una victoria y 4 top 5,  Al año siguiente, Biffle obtuvo dos victorias y 12 top 5 para culminar quinto en el campeonato, mientras Kenseth cosechó 3 victorias (de la cual se destaca las 500 Millas de Daytona) y 13 top 5, resultando séptimo. En tanto, Edwards solamente obtuvo tres top 5, para finalizar 15º, y Ricky Stenhouse Jr. debutó en un cuarto Ford.

### 2013-2016
En 2013, Biffle acumuló una victoria y cuatro top 5, para finalizar en el noveno puesto final. Mientras, Edwards acabó 13º con dos victorias y 9 top 5, y Stenhouse, quién reemplazó a Kenseth, lgró un top 5, para terminar 19º en el campeonato. Edwards y Biffle se clasificaron a la Caza en 2014; el primero llegó hasta  la tercera ronda, finalizando noveno con dos victorias y 7 top 5, mientras que el segundo quedó eliminado en primera ronda, y con un total de 3 top 5, resultó 14º. En tanto, Stenhouse consiguió 5 top 10, terminando 27º en el campeonato.
En 2015, los resultados fueron malos, de modo que ninguno de sus pilotos se clasificaron a la Caza. Biffle resultó 20° con 3 top 5, Stenhouse, 25º, con un top 5, y Trevor Bayne, piloto del número 6, 29º, con apenas dos top 10. Stenhouse, Bayne y Biffle, acabaron en las posiciones 21, 22, y 23 de la Copa NASCAR 2016, respectivamente, sin victorias, y sin clasificación a la Caza.

## Xfinity Series
Mark Martin disputó la categoría en un programa parcial desde 1992 hasta 2000 con Roush. A pesar de no pelear por el campeonato, pudo ganar al menos una carrera en cada una de esas temporadas, sumando 7 victorias en 1993, 6 en 1996, 1997 y 1999, 5 en 2000 y 3 en 1994 y 1995.
Greg Biffle resultó cuarto con 5 victorias en 2001, y campeón en 2002 con 4 victorias. Stanton Barrett resultó 25º en 2003 sin victorias. 
Biffle fue tercero en 2004 con cinco triunfos, mientras que Carl Edwards terminó tercero en 2005, y segundo en 2006, con cinco y cuatro victorias, respectivamente. En 2007, Edwards se consagró campeón con cuatro victorias, mientras que David Ragan concluyó quinto sin victorias.
Edwards siguió corriendo en la categoría hasta 2011, resultando segundo en 2008, 2009 y 2010, mientras que Ragan finalizó cuarto en 2008, Paul Menard, quinto en 2010, y Ricky Stenhouse Jr. 16º en 2010. Stenhouse logró dos victorias en 2011 y seis en 2012, para consagrarse campeón en ambas temporadas, mientras que Trevor Bayne resultó 11º en 2011, y sexto en 2013 y 2014. Chris Buescher terminó séptimo en 2014, con una victoria, mientras que Ryan Reed resultó noveno.
En 2015, Buescher se consagró campeón con dos victorias, en tanto que Elliott Sadler y Darrell Wallace Jr. terminaron sexto y séptimo, respectivamente, sin victorias. Por otra parte, Reed resultó décimo con una victoria. Al año siguiente, Reed y Wallace alcanzaron la segunda ronda de la postemporada, terminaron sexto y undécimo, sin victorias.

## Truck Series
Joe Ruttman resultó tercero en 1997, 1998, y cuarto en 1996, logrando cinco victorias en 1997 y una en 1998. En tanto, Chuck Brown resultó noveno en 1997, y Greg Biffle, octavo en 1998, ambos sin triunfos.
Biffle terminó subcampeón en 1999 y campeón en 2000, logrando 9 y 5 victorias, cada uno. Mientras que Mike Bliss concluyó noveno en 1999 con una victoria, y Kurt Busch, subcampeón en 2000, con cuatro triunfos. 
Chuck Hossfeld y Nathan Haseleu fueron fichados para Roush en 2001, sin embargo dejaron el equipo tempranamente. En tanto que Jon Wood resultó 12º en 2002.
En 2003, Wood y Carl Edwards lograron dos y tres triunfos, respectivamente, finalizando quinto y octavo. Edwards terminó cuarto con tres victorias en 2004, mientras que Wood culminó 15º sin victorias.
En 2005, Todd Kluever y Ricky Craven, resultaron 11º y 14º. Al año siguiente, Mark Martin ganó seis carreras pero disputó un calendario parcial, compartido con David Ragan, quién no pudo ganar.
En tanto, Erik Darnell finalizó 12º en 2006, 2007, y cuarto en 2008, Travis Kvapil sexto en 2007, y Colin Braun, 13º en 2008 y quinto en 2009.